# محلة باب السراي
محلة باب السراي حي من أحياء مدينة الموصل القديمة في العراق. يشتهر بأسواقه ومحلاته التجارية، كسوق باب السراي، وقسم من سوق شارع النجفي، وشارع الثورة (غازي) وشارع خالد بن الوليد.

## أصل التسمية
نسبة إلى باب السراي المؤدي إلى سراي الحكومة في العهد العثماني حيث مقر الوالي.

## معالمه
- جامع الشيخ عبدال
- خان المفتي[3]
- خان حمو القدو[3]
- سوق الصفارين
- مصرف الرافدين الرئيسي